# ويليام بويد ديكنسون
ويليام بويد ديكنسون (بالإنجليزية: William Boyd Dickinson)‏ هو صحفي أمريكي، ولد في 18 مايو 1908، وتوفي في 12 سبتمبر 1978.